# Leul uriaș
Leul uriaș (Le Félin géant) este un roman francez scris de J.-H. Rosny care a apărut prima dată în Franța în 1918 ca foileton în revista Lecture pour tous. Acest roman este o continuare a romanului Lupta pentru foc. Ca și în Lupta pentru foc, romanul are loc în trecutul preistoric, iar personajele sale sunt oameni primitivi, povestea are loc cu aproximativ o sută de mii de ani în trecut.
În limba română a apărut la  editura Baricada în anul 1993.

## Prezentare
Doi tineri vânători din tribul Oulhamr, Aoun și Zoûhr, trec dincolo de munți pentru a explora noi terenuri de vânătoare. Ajung într-o regiune pitorească, unde întâlnesc carnivore mari, lei, tigri și pisici mari machairodus. Aoun nu se teme de pisicile mari; el se stabilește cu Zoûhr într-o peșteră.
La celălalt capăt al peșterii se află bârlogul unei feline uriașe, leul de peșteră, animal solitar și cel mai formidabil dintre carnivore. O fisură impasibilă leagă cele două părți ale peșterii. Prin această fisură, Zoûhr reușește să îmblânzească felina uriașă. Aoûn va face alianță și cu leul peșterilor, punându-și forțele în comun pentru vânătoare. Aoûn și Zoûhr pleacă apoi pentru a explora alte teritorii. În pădure, se întâlnesc cu „lemur-men”, o rasă străveche, în declin. Aoun, protectorul celor mai slabi oameni, simpatizează cu acele ființe care sunt vânate de un alt popor, „oamenii de foc”.

## Vezi și
- Xipehuzii
- Navigatorii infinitului
- Prizoniera oamenilor mistreți
- Moartea Terrei
- Lupta pentru foc
- 1918 în literatură